# Lee Min-hyuk (cantante)
Lee Min-hyuk (hangul:이민혁; Seúl, 3 de noviembre de 1993), conocido por su nombre artístico Minhyuk, es un cantante y MC surcoreano. Debutó como miembro del grupo masculino Monsta X, formado por el programa de supervivencia de Mnet, No.Mercy.

## Primeros años y debut
Lee Min-hyuk nació el 3 de noviembre de 1993 en Corea del Sur.
En diciembre de 2014, participó del programa de supervivencia de Mnet, No. Mercy. En la final del programa, fue el último miembro en ser confirmado como uno de los siete integrantes del nuevo grupo de chicos de Starship Entertainment, Monsta X.

## Carrera

### 2015-2018: Monsta X y comienzos de carrera
En 2015, debutó con Monsta X con el EP, Trespass. En 2017, lanzaron su primer álbum de estudio The Clan Pt. 2.5: The Final Chapter. En 2018, debutaron en Japón, y en 2020 con un álbum en inglés.
Tiene un crédito como escritor de la canción "널하다", en el segundo álbum de estudio del grupo, Take.1 Are You There?

### 2019-presente: Rol como MC y actividades en solitario
En junio de 2019, lanzó el sencillo mixtape, "옹심이" ("Ongsimi"), junto con un video musical a través del canal oficial de YouTube de Starship Entertainment. Contó con la participación de su compañero de grupo Joohoney, quien lo describió como "EDM Hip Trot".
El 7 de julio de 2023, anunció su alistamiento al servicio militar a través de sus redes sociales. Prometió cumplir con su deber y regresar pronto.

## Filmografía

### Apariciones en televisión
| Año       | Cadena   | Programa            | Rol              | Ref.        |
| --------- | -------- | ------------------- | ---------------- | ----------- |
| 2014–2015 | Mnet     | No.Mercy            | Concursante      |             |
| 2018      | SBS TV   | Law of the Jungle   | Parte del elenco | [ 5 ]       |
| 2018      | tvN      | My Math Teen        | Parte del elenco |             |
| 2019-2020 | SBS      | Inkigayo            | MC               | [ 6 ] [ 7 ] |
| 2020      | MBC      | Weekly Idol         | MC               |             |
| 2020      | Naver    | Vogue Ship Show     | MC               |             |
| 2020      | KBS2     | Fun-staurant        | MC               |             |
| 2020      | KT Seezn | Back to the Idol    | MC               | [ 8 ]       |
| 2020      | MBC      | King of Mask Singer | Concursante      | [ 9 ]       |

## Discografía
| Año  | Título de la canción | Álbum | Artista                | Ref.   |
| ---- | -------------------- | ----- | ---------------------- | ------ |
| 2019 | 옹심이               |       | Minhyuk feat. Joohoney | [ 10 ] |

### Colaboraciones en bandas sonoras
| Año  | Título de la canción | Álbum             | Artista        | Ref.   |
| ---- | -------------------- | ----------------- | -------------- | ------ |
| 2020 | Have a Goodnight     | She's My Type OST | Junto a Shownu | [ 11 ] |